# Historia del Club Universitario de Deportes (fútbol)

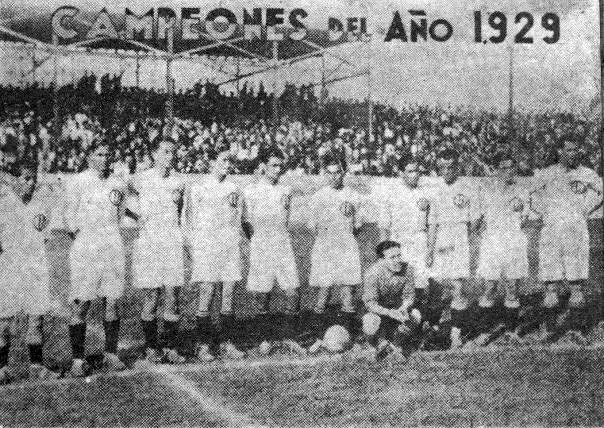
Plantilla que obtuvo el título del Campeonato Peruano de Fútbol de 1929.

El inicio de la historia del Club Universitario de Deportes se remonta al 7 de agosto de 1924 cuando fue fundado por un grupo de jóvenes estudiantes de la Universidad Nacional Mayor de San Marcos, con el nombre de Federación Universitaria de Fútbol. El club fue afiliado a la Federación Peruana de Fútbol en 1928, participando en el Campeonato de Selección y Competencia (Torneo de Primera División). Desde entonces participa en la Primera División del Perú, de la cual nunca ha descendido; siendo a la fecha el equipo peruano más antiguo que se ha mantenido en la máxima categoría del mencionado torneo desde su llegada en 1928.
La «U» está considerada como uno de los tres grandes del fútbol peruano. Disputa sus encuentros de local en el Estadio Monumental, que posee una capacidad para 80 093 espectadores, siendo el segundo estadio de fútbol de mayor capacidad de Sudamérica y uno de los más grandes del mundo. Hasta la fecha es el equipo que ha obtenido más campeonatos nacionales en el Perú, con un total de veintiocho títulos (siete en la era amateur y veintiuno en la era profesional). En 1972 fue subcampeón de la Copa Libertadores de América, siendo esta la mejor participación del primer equipo en un torneo internacional. Además cuenta con una Copa Libertadores Sub-20 ganada en el año 2011.
Una de las principales características de Universitario de Deportes es su carácter polideportivo. Además de su sección principal, la de fútbol, el club cuenta con equipos en otras disciplinas deportivas tales como: básquet, voleibol, fútbol sala y fútbol femenino entre otros. También cuenta con un filial del primer equipo de fútbol, denominado Club Deportivo U América que participa en la Copa Perú.
Con 49 participaciones internacionales en torneos oficiales organizados por la Confederación Sudamericana de Fútbol, es junto con Sporting Cristal el conjunto peruano que ha disputado más copas continentales, Es el segundo mejor equipo peruano en la Tabla Histórica de la Copa Libertadores de América, y es considerado por la Federación Internacional de Historia y Estadística de Fútbol como el mejor equipo peruano del siglo XX. Además una gran cantidad de futbolistas del club han sido seleccionados para representar al Perú en algún evento internacional, particularmente en sus mayores logros, las ediciones de la Copa América en 1939 y en 1975.

## Historia

### Años 1920: fundación y primeros años
«A inicios de la década de los 20 existía un marcado interés en las autoridades de la Universidad Nacional Mayor de San Marcos de incentivar el deporte entre los estudiantes. Sin embargo, los maestros de aquella época no veían con buenos ojos que los jóvenes alumnos dediquen varias horas de su tiempo en hacer deporte, pues consideraban que ello iba a ir en desmedro de su rendimiento académico».
Luciano Rico Molina, (2001).

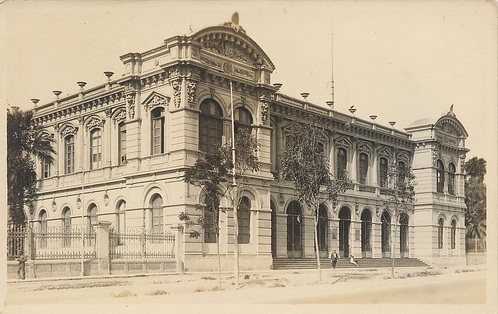
Fachada de la Facultad de Medicina de la Universidad Nacional Mayor de San Marcos, donde estudiaban algunos de los fundadores y futbolistas del club.

José Rubio Galindo, estudiante de la Facultad de Letras, y Luis Málaga Arenas, estudiante de la Facultad de Medicina, dedicaban sus horas libres para intercambiar ideas con miras a concretar un deseo común: «conformar una gran institución». Luego se unirían Plácido Galindo, Eduardo Astengo, Rafael Quirós, Mario de las Casas, Alberto Denegri, Luis de Souza Ferreira (quien anotó el primer gol peruano en una Copa Mundial de Fútbol), Andrés Rotta, Carlos Galindo, Francisco Sabroso, Jorge Góngora, Pablo Pacheco y Carlos Cillóniz entre otros.
Fue así que el 7 de agosto de 1924, a las 19:00 (UTC-5), los estudiantes universitarios se reunieron en la sede de la Federación de Estudiantes del Perú, en la calle Juan de la Coba 106, en la ciudad de Lima, dando origen a la Federación Universitaria de Fútbol; como una asociación de los equipos representativos de las Facultades de la Universidad de San Marcos y las Escuelas Especiales de Ingeniería, Agronomía y Normal Central.
El Comité Nacional de Deportes, antecesor del Instituto Peruano del Deporte y máximo organismo del deporte peruano en aquella época, reconoció a la Federación Universitaria como si fuese una Liga. De ahí que, conjuntamente con la Liga Peruana de Fútbol, la Asociación Amateur, la Liga Chalaca, Circolo Sportivo Italiano y Lima Cricket and Football Club, conformaron la Federación de Fútbol. Tras participar en diferentes torneos interuniversitarios y partidos amistosos entre 1924 y 1927, la Federación Peruana de Fútbol invitó a la Federación Universitaria a participar en el Campeonato de Selección y Competencia (Torneo de Primera División) de 1928.
Debutó oficialmente el 27 de mayo ante el Club José Olaya de Chorrillos, al que venció por 7:1. Al finalizar el campeonato, la Federación Universitaria ocupó el segundo lugar detrás de Alianza Lima, con el que disputó el título en tres encuentros: (victoria 1:0, empate 1:1 y derrota 2:0). En 1929, el campeonato solo contó con la participación de doce equipos debido a la suspensión de Alianza Lima por negarse a ceder a sus futbolistas a la selección. En este torneo, Universitario obtuvo su primer título nacional, al finalizar el campeonato con siete victorias, tres empates y una derrota completando diecisiete puntos, uno más que el Circolo Sportivo Italiano al que había derrotado por 7:0. Carlos Cillóniz, futbolista de Universitario, anotó ocho goles, convirtiéndose en el máximo goleador del campeonato.

### Años 1930: el debut de Lolo Fernández
En 1930 se llevó a cabo la primera Copa del Mundo en Montevideo, Uruguay, y la selección peruana asistió a dicho acontecimiento con una plantilla en la que destacaba la presencia de ocho futbolistas del cuadro merengue (Eduardo Astengo, Carlos Cillóniz, Luis de Souza Ferreira, Alberto Denegri, Arturo Fernández, Plácido Galindo, Jorge Góngora y Pablo Pacheco). Luego del mundial se realizó la primera gira oficial del club: viajó a provincias en barco de vapor para enfrentar al Association White Star, al que derrotó por 1:0, luego realizó una gira por Huacho y participó en la Copa Gubbins. Ese mismo año, formó parte del grupo 2 en el torneo nacional, consiguiendo dos victorias y un empate, con lo cual avanzó a la liguilla final, donde ocupó el tercer lugar.

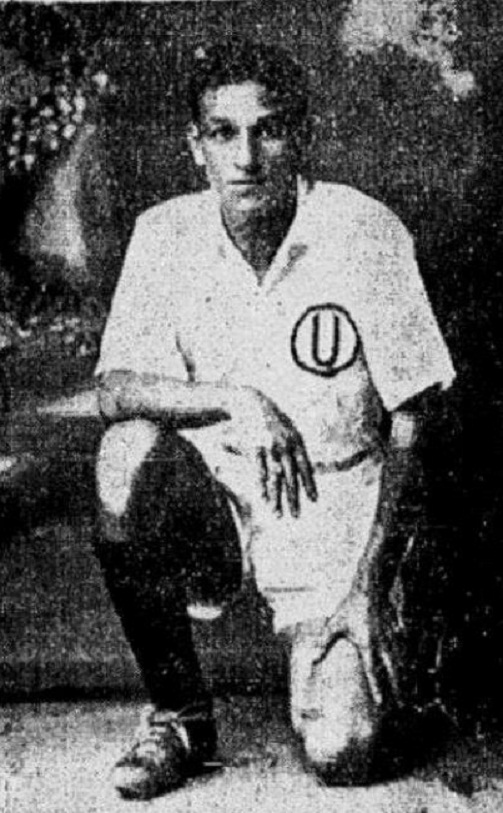
Teodoro Fernández en su primera temporada con Universitario de Deportes.

Al año siguiente, internamente surgieron discrepancias con las autoridades de la Universidad Nacional Mayor de San Marcos, pues el rector José Antonio Encinas prohibió la utilización del nombre —Federación Universitaria de Fútbol— y ello dio lugar al cambio, por «Club Universitario de Deportes», independizándose totalmente de la universidad. El 29 de noviembre de 1931, debutó en el club a los 18 años de edad Teodoro Fernández Meyzán, más conocido como Lolo Fernández en un encuentro internacional ante el Magallanes de Chile. En ese encuentro, Lolo anotó de cabeza el gol del triunfo de la U. En el torneo amateur de 1932, la «U» obtuvo el subcampeonato con cinco victorias y dos empates, y Fernández fue el máximo goleador del campeonato con once goles.
El torneo de 1934 generó controversia debido a que, según las bases del campeonato, debían sumarse en una sola tabla los puntos obtenidos por los primeros equipos y una fracción de lo que obtenían sus reservas, por lo que supuestamente el título debió ser otorgado a Alianza Lima; sin embargo, los dirigentes del club reclamaron ante la Federación Peruana de Fútbol argumentando que el puntaje de las reservas tendría que agregarse después de dirimir quién ganaba el título de Primera, por lo que se disputó un encuentro extra entre ambos equipos con victoria para los universitarios por marcador de 2:1, obteniendo así su segundo título nacional, reconocido oficialmente por la Federación Peruana de Fútbol y la Asociación Deportiva de Fútbol Profesional.
El torneo amateur de 1935 solo contó con la participación de cinco equipos: Alianza Lima, Sport Boys, Sportivo Tarapacá, Universitario y Mariscal Sucre Se disputó entre el 15 de septiembre y el 20 de octubre. El único equipo que jugó todos sus encuentros fue Sport Boys. Los otros equipos solo disputaron dos encuentros y no siguieron haciéndolo, ya que al haber ganado los rosados en todas sus presentaciones, se coronó campeón nacional; Universitario finalizó en el tercer lugar con tres puntos. En 1936 no se realizó el campeonato debido a la participación de la selección peruana en los Juegos Olímpicos de Berlín 1936.
En aquellos Juegos Olímpicos, el cuadro crema aportó a la selección a cuatro futbolistas (Arturo Fernández, Teodoro Fernández, Orestes Jordán y Carlos Tovar), con una gran actuación de Lolo Fernández quien fue el segundo máximo goleador del torneo olímpico de fútbol con siete goles. Luego de ocupar el tercer lugar en la temporada de 1937, en 1938 el equipo inició un período que duró cinco años y cinco meses sin sufrir derrotas en el clásico del fútbol peruano. Un año después la «U» entrenado por el inglés Jack Greenwell, logró el tercer título de su historia deportiva. Consiguió nueve triunfos, tres empates y solo dos derrotas, marcando treinta y dos goles, mientras que los rivales únicamente pudieron batir a su guardameta en catorce oportunidades. En aquel campeonato, la escuadra estudiantil disputó su encuentro oficial número 100 en la victoria por 7:1 ante el Atlético Córdoba.

### Años 1940: el primer bicampeonato

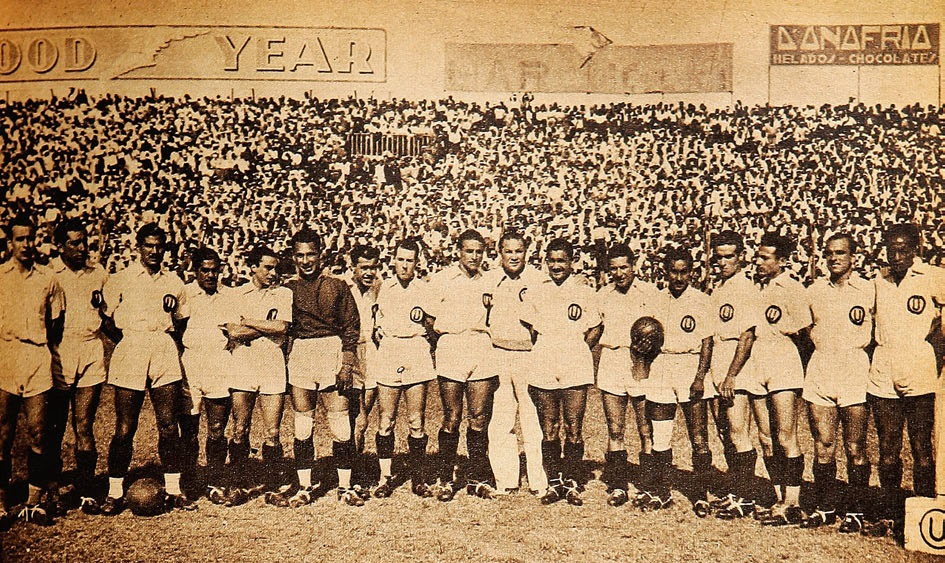
Equipo de Universitario de Deportes de 1941, antes de disputar un partido.

El campeonato de 1941 contó con la participación de ocho clubes y se disputó mediante dos rondas con encuentros de ida y vuelta. Sin embargo, en la decimosegunda fecha el torneo fue suspendido debido a la participación de la selección peruana en el Campeonato Sudamericano de aquel año. Una vez reanudado, Universitario de Deportes consiguió el título tras vencer en los dos últimos encuentros al Atlético Chalaco y Alianza Lima por 1:0 y 3:1 respectivamente.

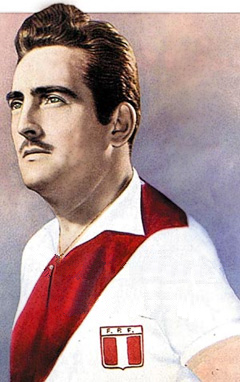
Alberto Terry, integrante de la plantilla que obtuvo el campeonato de 1949.

El 19 de diciembre de 1944, durante el gobierno de Manuel Prado Ugarteche, se dictó la Ley 10.191 que adjudicó al club el terreno donde sería construido el Estadio Lolo Fernández; ese mismo año la «U» ocupó el tercer lugar en el campeonato con quince puntos. Al año siguiente obtuvo nuevamente el título nacional tras diez victorias, un empate y tres derrotas. En esa competencia marcó 270 goles en 56 encuentros (con un promedio de 4,8 goles por partido), récord de efectividad hasta la actualidad en el fútbol peruano. El goleador del campeonato fue Lolo con dieciséis anotaciones.
En 1946, por primera vez el campeonato se disputó mediante el formato de tres rondas, y el cuadro merengue consiguió su primer bicampeonato gracias al trío ofensivo formado por Víctor Espinoza, Lolo Fernández y Eduardo Fernández (entre los tres futbolistas marcaron cuarenta y un anotaciones). El 14 de abril de 1946, Eduardo Fernández anotó seis goles en un clásico. El encuentro finalizó con marcador de 6:2 a favor de los merengues. En 1947, la U, en su más bajo rendimiento en la era amateur, ocupó el octavo lugar y salvó la categoría, ya que tanto Universitario como Sporting Tabaco (que había ocupado el séptimo lugar) rehusaron disputar un encuentro extra para definir quién descendía a segunda división. Debido a esto, la Asociación No Amateur resolvió anular el descenso.
En el torneo amateur de 1948, ocupó el cuarto lugar con veintiocho puntos en la tabla final. El club celebró sus bodas de plata y obtuvo el campeonato de 1949, tras vencer en su último encuentro al Atlético Chalaco. Los cremas, en el choque final, vencieron 4:3. A pesar de haber resultado campeón, el 12 de junio de ese mismo año, ocurrió la mayor goleada en los superclásicos. El club sufrió una derrota por marcador de 9:1 en un Torneo Apertura no oficial organizado por la Asociación No Amateur (ANA), en el cual participaron solo cuatro equipos. En 1950 se llevó a cabo el último campeonato en la era amateur, donde Universitario de Deportes finalizó en el quinto lugar con nueve victorias, dos empates y siete derrotas. Alberto Terry fue el máximo goleador del torneo con dieciséis anotaciones.

### Años 1950: el profesionalismo y el adiós de un ídolo

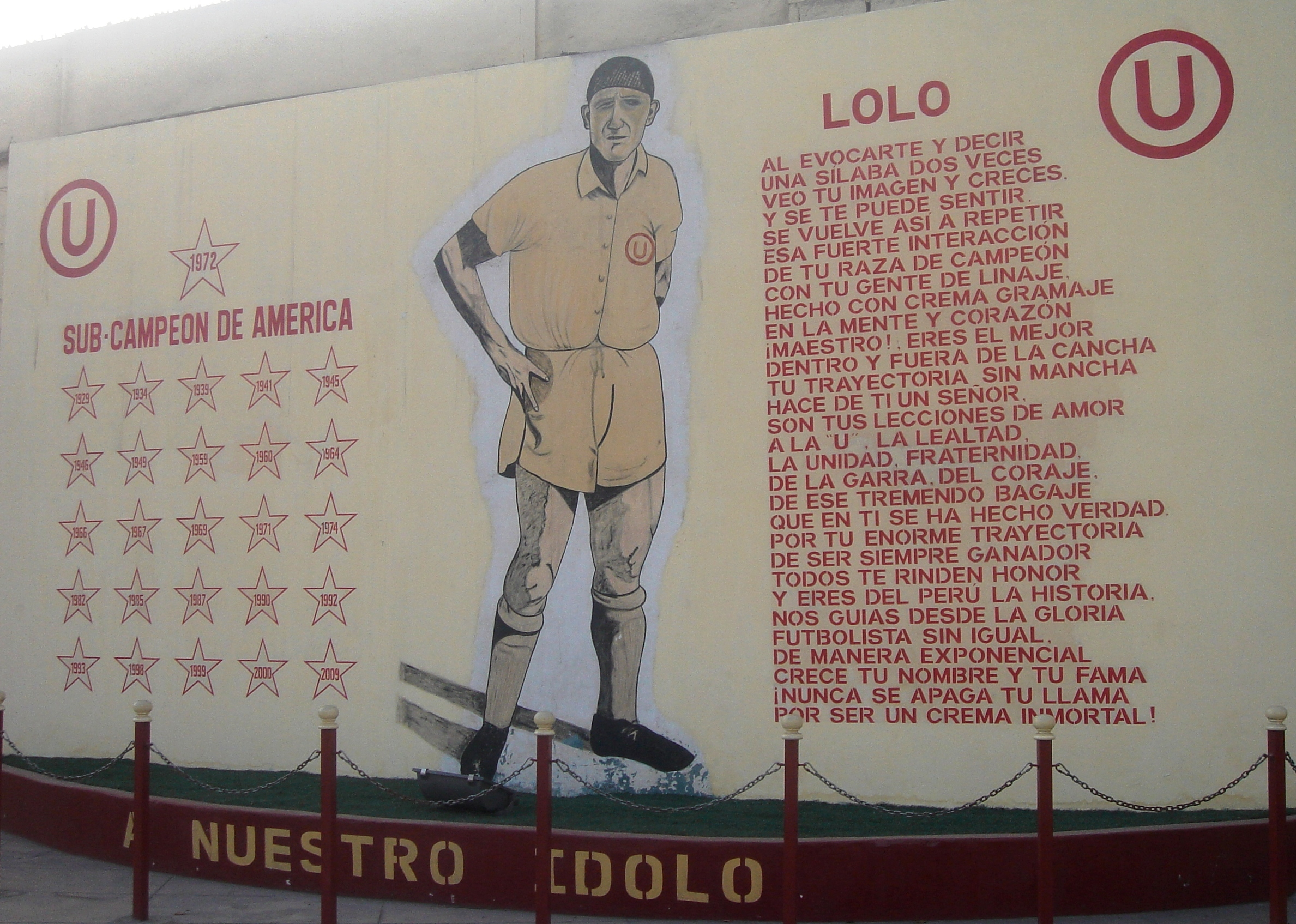
Mural ubicado en el Estadio Lolo Fernández con la imagen del ídolo del club.

El profesionalismo futbolístico llegó al Perú en 1951, cuando la Federación Peruana de Fútbol adecuó el campeonato de acuerdo a los lineamientos mundiales, pero solo con la participación de clubes de la ciudad de Lima y la Provincia constitucional del Callao. El club debutó en la era profesional con un triunfo por marcador de 4:1 ante Mariscal Sucre. El 20 de julio de 1952 se realizó la inauguración del Estadio Lolo Fernández, con las instalaciones deportivas y la primera tribuna del estadio (Occidente: 4000 butacas) que antes pertenecieran al Antiguo Estadio Nacional del Perú.
En la inauguración, la «U» derrotó a la Universidad de Chile por 4:2, con tres goles de Lolo. Fernández Meyzán se retiró del fútbol profesional el 30 de agosto de 1953 a la edad de 40 años, enfrentando en el recién inaugurado Estadio Nacional del Perú al clásico rival, el Alianza Lima, al que derrotaron por marcador de 4:2 con tres goles de Lolo. El primero de ellos cayó en el minuto 27 del primer tiempo tras un fuerte remate de pierna derecha dentro del área, luego en el minuto 3 del segundo tiempo y, en el minuto 30, Lolo decretó el 4:2 final tras recibir un pase de Osorio.

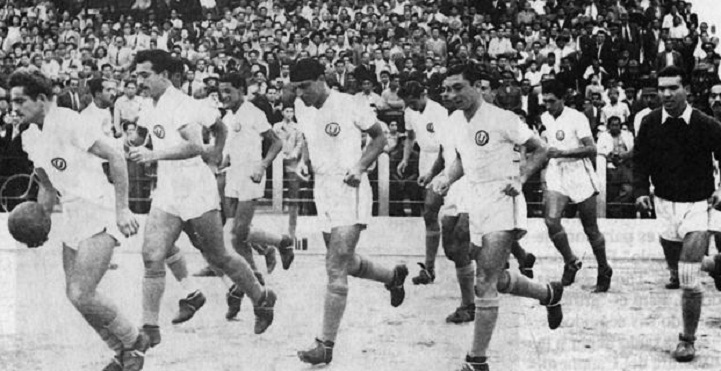
Miembros de la plantilla del club en los años 1950.

Al final del encuentro Lolo dio la vuelta olímpica y hasta fue saludado por sus adversarios. Dos meses después se realizó su despedida definitiva de las canchas, exactamente el 14 de octubre de 1953 ante la presencia de más de treinta mil aficionados que asistieron al Estadio Nacional. Aquella noche se programaron dos encuentros, jugando en primer turno la selección de la Hacienda Hualcará contra un equipo de veteranos denominado Los Olímpicos, donde sobresalía Adelfo Magallanes Campos quien anotó el único gol de su equipo. Pero los de Hualcará, rindiéndole un homenaje a Teodoro, convirtieron dos tantos y ganaron el encuentro. En el segundo encuentro se enfrentó Universitario contra Centro Iqueño, aunque Lolo solo se mantuvo en el campo durante los primeros seis minutos, ya que en ese justo momento el locutor del estadio anunció la despedida definitiva del Cañonero.
Lolo se quitó la camiseta crema y se la entregó al joven Manuel Arce, que ingresó en su lugar. El encuentro continuó y finalizó con triunfo crema por 5:2. En 1954, Plácido Galindo asumió la presidencia del club, en lo que sería el primero de sus tres períodos al mando de la institución. Hasta el final de la década, solo realizó campañas irregulares en los torneos nacionales, que fueron dominados por Alianza Lima y Sport Boys. Esta sequía de títulos terminó con la obtención del campeonato de 1959, tras empatar a tres goles con Deportivo Municipal en el encuentro final, con un total de quince victorias, tres empates y cuatro derrotas. Daniel Ruiz fue el máximo goleador del torneo con veintiocho goles.

### Años 1960: un nuevo bicampeonato

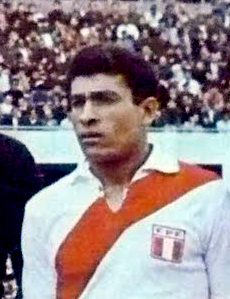
Héctor Chumpitaz, futbolista que debutó en 1966, permaneció en el club durante diez temporadas.

En la década de 1960, el club obtuvo cinco campeonatos más. El primero de ellos en 1960, tras empatar sin goles con Sport Boys del Callao, la «U» consiguió el campeonato tras once triunfos, tres empates y cuatro derrotas en dieciocho encuentros, logrando así su segundo bicampeonato. El 19 de abril de 1961, el club debutó en la Copa Libertadores de América en un encuentro disputado en la ciudad de Montevideo ante Peñarol, que finalizó con marcador de 5:0 a favor de los locales. A pesar del resultado, los cremas se convirtieron en el primer club peruano en participar en dicho torneo.
El 14 de mayo, disputó su segundo encuentro en la Copa Libertadores, contra el mismo rival, con marcador de 2:0 a favor de los merengues, aunque fue eliminado del torneo por el marcador global. Luego de ocupar el tercer lugar en los campeonatos de 1962 y 1963, el club se alzó nuevamente con el título en 1964, con nueve puntos de ventaja sobre el segundo lugar, ganando el derecho a participar por segunda ocasión en la Copa Libertadores. En 1965, la Federación Peruana de Fútbol permitió la participación de equipos de todo el país en el campeonato y al año siguiente nació el denominado «Torneo Descentralizado de Fútbol».

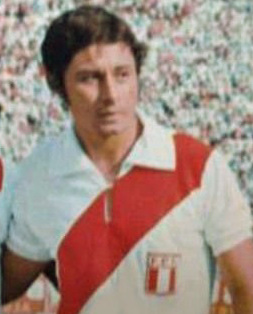
Roberto Chale, formó parte de la «U» en tres períodos (1966-1971), (1977) y (1980), resultando campeón en cuatro ocasiones.

Un año después, bajo la conducción de Marcos Calderón, el club obtuvo su decimoprimer campeonato tras diecinueve victorias, tres empates y cuatro derrotas, adquiriendo así el derecho de ser llamado el «Primer Campeón del Fútbol Peruano» (pues anteriormente solo se disputaban torneos a nivel provincial o departamental). Ese mismo año debutaron en el club Héctor Chumpitaz y Roberto Chale. En la Copa Libertadores 1967, en menos de 48 horas y con temperaturas cercanas a los 0 °C, Universitario derrotó a River Plate el 13 de junio en el Monumental de Núñez, con marcador de 1:0 con gol de Enrique Rodríguez. Dos días después, en Avellaneda, ante otro grande de Argentina, el equipo derrotó 2:1 a Racing Club, equipo que finalmente conquistó la copa ese año tras vencer a Nacional de Uruguay.
El encuentro se disputó el 15 de junio; los merengues tuvieron que remontar el primer gol en contra, que anotó Humberto Maschio, para luego darle vuelta al marcador con goles de Roberto Chale y Héctor Chumpitaz tras rematar de cabeza un tiro libre ejecutado por Víctor Calatayud. A su regreso a la ciudad de Lima, el equipo fue recibido por más de cincuenta mil personas en el Aeropuerto Jorge Chávez. Ese mismo año, consiguió su tercer bicampeonato, con tres fechas de anticipación obteniendo veinte victorias, un empate y cinco derrotas; el último encuentro lo disputó ante Sport Boys y finalizó con un marcador de 2:1 a favor de los cremas. El 27 de febrero de 1968, venció en la Copa Libertadores al Always Ready de Bolivia por 6:0, siendo la mayor goleada lograda por el club en una competencia internacional. En el torneo de 1969, el equipo crema consiguió el campeonato nacional tras empatar 1:1 con el Atlético Grau de Piura en la liguilla final.

### Años 1970: finalista de la Copa Libertadores y victorias históricas
El 19 de septiembre de 1970, la «U» venció al Atlético Torino por 9:0, siendo la mayor goleada conseguida por el club en el campeonato nacional. En 1971, bajo la conducción del director técnico uruguayo Roberto Scarone, el equipo obtuvo su decimocuarto campeonato con dos fechas de anticipación, luego de su victoria por goleada ante el Deportivo Olímpico por 5:2, logrando dieciocho victorias, diez empates y tan solo dos derrotas, sumando en total cuarenta y seis puntos (con seis puntos de ventaja sobre el segundo). Ese mismo año, el 1 de octubre, la institución adquirió el terreno donde sería construido el Complejo Deportivo Campo Mar - U. 
En la Copa Libertadores 1972, el club consiguió avanzar hasta la final del torneo con un equipo suplente, pues sus principales futbolistas se encontraban con la selección peruana en la denominada «Gira de los Tres Continentes». Universitario formó parte del grupo 4 junto con Alianza Lima, Universidad de Chile y Unión San Felipe. El primer encuentro fue el clásico del fútbol peruano, logrando una victoria por 2:1. Los dos siguientes encuentros se disputaron en Santiago contra la Universidad de Chile siendo derrotado 1:0 y contra Unión San Felipe con el que empató 0:0.
La escuadra estudiantil regresó al Perú para enfrentarse a Alianza Lima, obteniendo un empate por 2:2. En los dos últimos encuentros recibió en Lima a Unión San Felipe y a la Universidad de Chile, donde consiguió dos victorias por 3:1 y 2:1 respectivamente, obteniendo ocho puntos, lo cual le permitió avanzar a la siguiente ronda como primero del grupo. En las semifinales fue agrupado con Peñarol y Nacional de Uruguay. En el primer encuentro perdió con Peñarol 3:2 en Lima, pero luego se recuperó venciendo a Nacional por marcador de 3:0. Universitario viajó a Uruguay, donde obtuvo dos empates: 3:3 contra Nacional y 1:1 contra Peñarol.

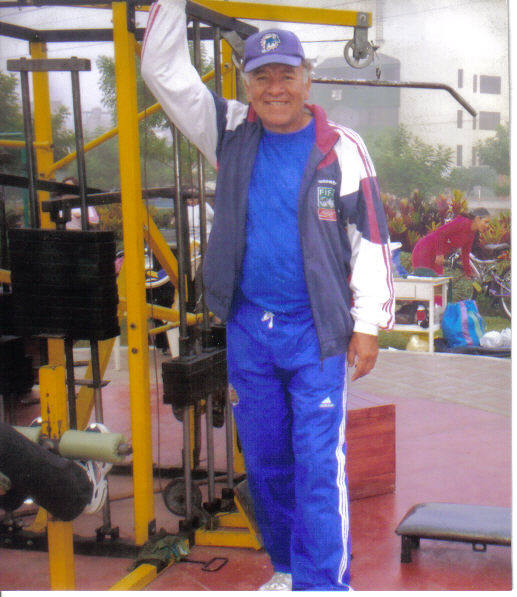
Fernando Cuéllar campeón nacional en tres ocasiones con la «U» (1969, 1971 y 1974).

La «U» había acumulado cuatro puntos y solo quedaba un encuentro por disputar entre Peñarol y Nacional, que tenían cuatro y dos puntos respectivamente. Los tres equipos tenían oportunidad de pasar a la final. Peñarol solo necesitaba un empate, mientras que Nacional necesitaba una victoria por cinco goles de diferencia. El encuentro finalizó 3:0 a favor de Nacional permitiendo al equipo peruano pasar a la final ya que tenía una mejor diferencia de goles. La final la disputó contra el Independiente de Argentina. El encuentro de ida se realizó en Lima donde empató 0:0, mientras que el encuentro de vuelta finalizó con marcador de 2:1 a favor de los argentinos. Aunque el club no se quedó con el título, consiguió ser el primer club peruano en alcanzar la final de la Copa Libertadores de América.
En ese torneo, Oswaldo Ramírez y Percy Rojas fueron los goleadores con seis anotaciones cada uno. Dos años después, en 1974, la organización celebró sus bodas de oro, creó la Escuela de Fútbol de Menores Lolo Fernández y cerró el año proclamándose campeón del torneo nacional bajo la conducción del argentino Juan Eduardo Hohberg, tras veintiocho victorias, quince empates y cuatro derrotas obteniendo 71 puntos, con 103 goles a favor y 43 en contra. Aquel año los cremas establecieron un récord: se mantuvieron 36 partidos en calidad de invictos. El 18 de marzo de 1975, por primera vez un equipo peruano consiguió un triunfo en Uruguay, pues el equipo derrotó 0:2 a Montevideo Wanderers, con goles de Rubén Techera y Oswaldo Ramírez. El 8 de abril de 1979, el equipo crema venció 2:1 a Palmeiras en el Estadio de Pacaembu, siendo la única victoria de un club peruano en canchas brasileñas en la Copa Libertadores.

### Años 1980: tres nuevos campeonatos

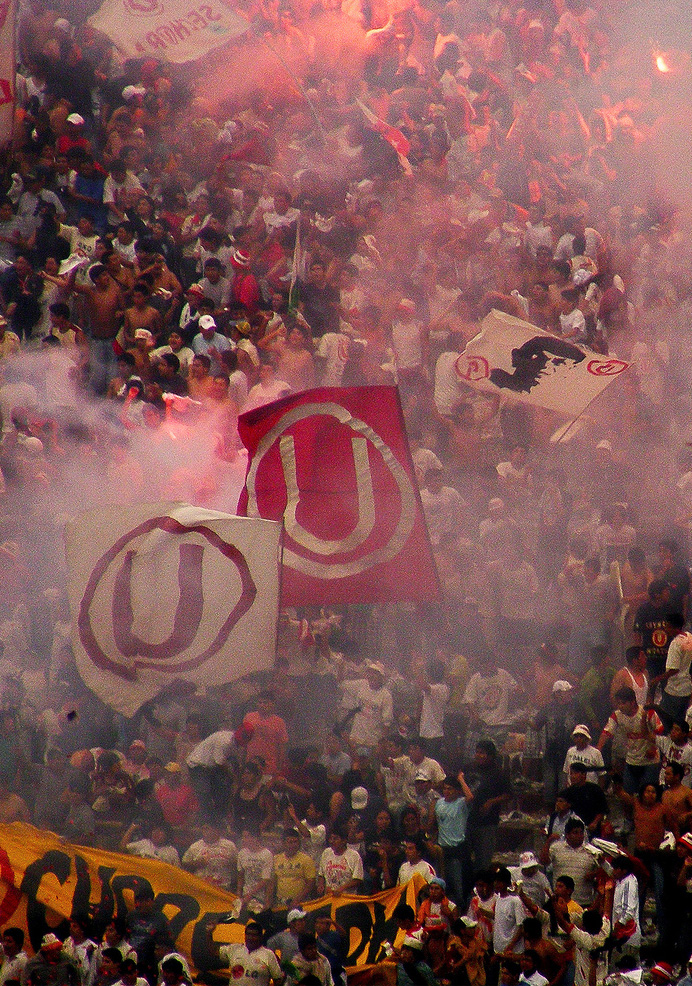
La Trinchera Norte, barra brava del club fundada el 9 de noviembre de 1988.

En la década de 1980, después de ocho años, el club consiguió el título nacional tras ganar sus tres compromisos en la liguilla final, consiguiendo seis puntos. El triunfo decisivo fue ante Deportivo Municipal, al que venció 1:0 con anotación de Hugo Gastulo, y con una gran actuación de los futbolistas Germán Leguía y Percy Rojas, quien regresó al Perú después de su paso por el Seraing de Bélgica.
El 26 de febrero de 1983, fue inaugurada la sede de playa de Universitario: el Complejo Deportivo Campo Mar - U, que cuenta con un área de 520 000 m² y está ubicado en la Carretera Panamericana Sur, kilómetro 30,5 en el distrito de Lurín (Lima), a un kilómetro y medio de la Isla Pachacámac (conocida como Isla Ballena por sus silueta que semeja una gigantesca ballena). En la actualidad en dicho complejo se encuentra la Villa Deportiva de la U (VIDU) que sirve como sede de entrenamiento de las diversas divisiones menores y también del equipo profesional particularmente en los períodos de pretemporada.
En 1985, año en el que debutó profesionalmente José Luis Carranza frente a Los Espartanos en el empate de la «U» por 1:1, el título fue nuevamente para el equipo estudiantil, tras obtener el Torneo Regional y la liguilla final del Campeonato Descentralizado de ese año. Logró salir victorioso en sus cinco encuentros disputados, el último de los cuales fue ante Los Espartanos de Pacasmayo por 4:0, con anotaciones de Miguel Seminario, Fidel Suárez, Eduardo Rey Muñoz y Jaime Drago.
Universitario de Deportes volvió a la cima del fútbol peruano en 1987. Como primer paso para este nuevo lauro obtuvo el título del Torneo Regional, con lo que quedó a la espera del ganador de la liguilla para disputar el título nacional. Luego vino el Descentralizado, que fue para Alianza Lima. El clásico definitorio fue a favor de los merengues por 1:0, con anotación de Fidel Suárez.

### Años 1990: semifinalista de la Copa Conmebol y dos bicampeonatos

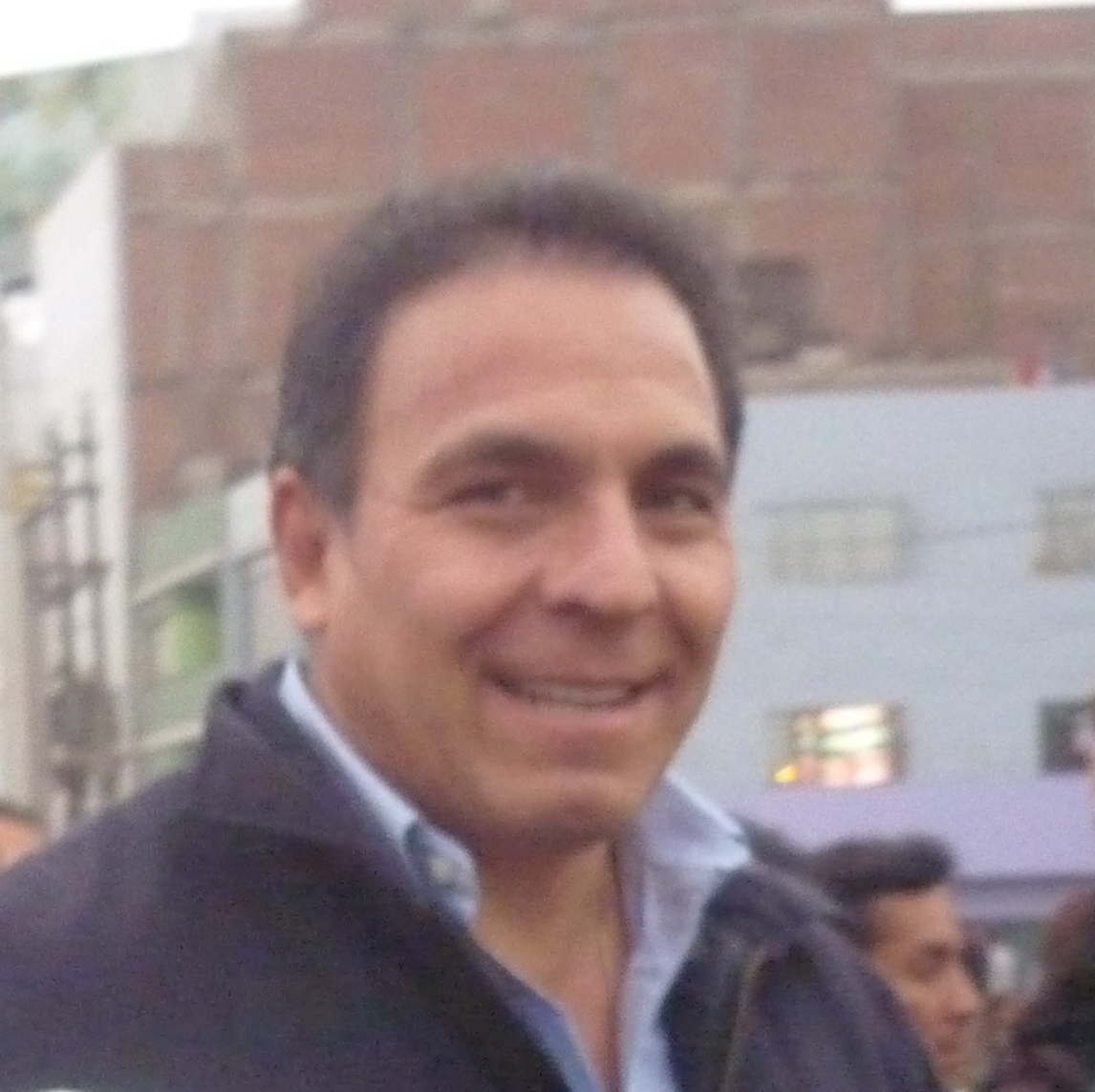
Freddy Ternero técnico del club en 1994.

En 1990, con la llegada de Fernando Cuéllar al banquillo crema, Universitario de Deportes obtuvo el Torneo Regional 1990-I, clasificando automáticamente para la final nacional, donde enfrentó al Sport Boys del Callao, vencedor del torneo descentralizado. La final se disputó el 3 de febrero de 1991, con victoria para la escuadra merengue, que se impuso 4:2, con anotaciones de Roberto Martínez (2), Héctor Cedrés y Oswaldo Araujo, mientras que por el Sport Boys descontaron Pedro Requena (autogol) y Carlos Henrique Paris. En mayo de 1991 Universitario fue invitado a la ciudad de Guayaquil para disputar un encuentro amistoso ante el Emelec con motivo de la reinauguración del Estadio George Capwell luego de haber sido remodelado y ampliada su capacidad.
En 1992 las bases del campeonato nacional fueron nuevamente modificadas y se volvió al sistema de torneos descentralizados de dos ruedas con la participación de dieciséis clubes, dejándose de lado los certámenes regionales. El club se llevó el título faltando una fecha para el final del campeonato, tras vencer 4:1 a San Agustín, con goles de Ronald Baroni (2), César Charún y José Luis Carranza. Bajo la dirección técnica de Sergio Markarián, la «U» revalidó su título en 1993, logrando un nuevo bicampeonato para la institución. Lo hizo luego de vencer 3:0 al Deportivo San Agustín, con Juan Carlos Zubczuk en el arco y anotaciones de Jorge Amado Nunes (2) y Roberto Martínez, obteniendo de esa manera el cuarto bicampeonato del club, tras diecinueve victorias, siete empates y cuatro derrotas.

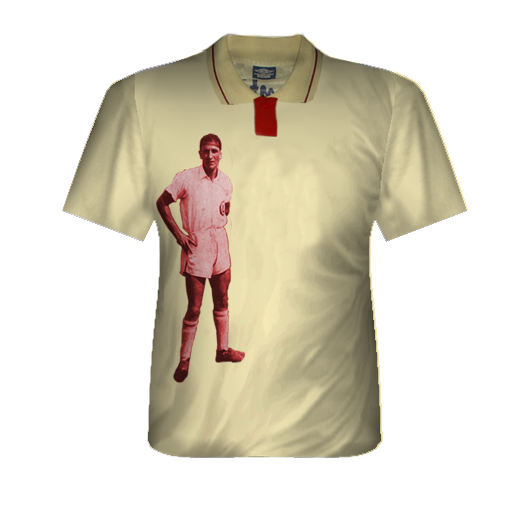
Camiseta en homenaje a Teodoro Fernández Meyzán utilizada por los futbolistas de Universitario durante la Copa Conmebol 1997.

En el torneo descentralizado de 1996, el equipo ocupó el tercer lugar con dieciséis victorias, diez empates y cuatro derrotas, con lo cual se aseguró un cupo en la Liguilla Pre-Libertadores. En el primer encuentro obtuvo una victoria por 3:2 frente a Deportivo Pesquero, luego empató con Alianza Lima 0:0 y en el tercer encuentro goleó al Cienciano por 5:0, quedando en segundo lugar y clasificando a la Copa Conmebol 1997. El 2 de julio de 1997, por primera vez se disputó un clásico fuera del Perú; Universitario venció por 2:1 a Alianza Lima, en un encuentro amistoso disputado en la ciudad de Miami (Estados Unidos); los goles cremas fueron anotados por Guido Alvarenga y Roberto Farfán. Ese mismo año participó por segunda ocasión en la Copa Conmebol, enfrentando en los octavos de final al Universitario de Ecuador, al que venció por 3:0 en el encuentro de ida y empató 0:0 en el encuentro de vuelta.
En la siguiente ronda, se enfrentó al Deportes Tolima de Colombia con una derrota de 1:0 y una victoria por 2:0, con lo cual avanzó a la semifinal, donde fue eliminado del torneo por el Atlético Mineiro de Brasil, con un marcador global de 6:0. En 1998 arribó a la institución el técnico argentino Osvaldo Piazza, con el que obtuvo el título del Torneo Apertura que le dio el derecho a disputar las eliminatorias para la final nacional, derrotando 2:1 al Sporting Cristal, campeón del Torneo Clausura, en el segundo juego final con dos goles de Roberto Farfán. Dado que en el primer encuentro habían quedado 2:1 a favor de Sporting Cristal, se tuvo que decidir el ganador con una definición por penales, en la cual, derrotaron a los celestes por 4:2.
Los goles fueron anotados por Gustavo Grondona, Gustavo Falaschi, Luis Guadalupe y Eduardo Esidio. En 1999, consiguió nuevamente el bicampeonato. Se disputaron dos encuentros entre la «U», que obtuvo el Torneo Apertura, y Alianza Lima, campeón del Torneo Clausura. La primera final se disputó en el Estadio Nacional y los cremas vencieron por 3:0, con goles de Roberto Farfán, Eduardo Esidio y José Guillermo del Solar. En el encuentro de vuelta, disputado en el Estadio Alejandro Villanueva, los blanquiazules lograron la victoria con un gol anotado por Víctor Mafla, pero no les alcanzó para obtener el título. Así los cremas dieron la vuelta olímpica en el estadio de su acérrimo rival, en la primera vez que jugaba en su estadio por un título nacional.

### Años 2000

#### El tricampeonato y la crisis financiera (2000-2002)

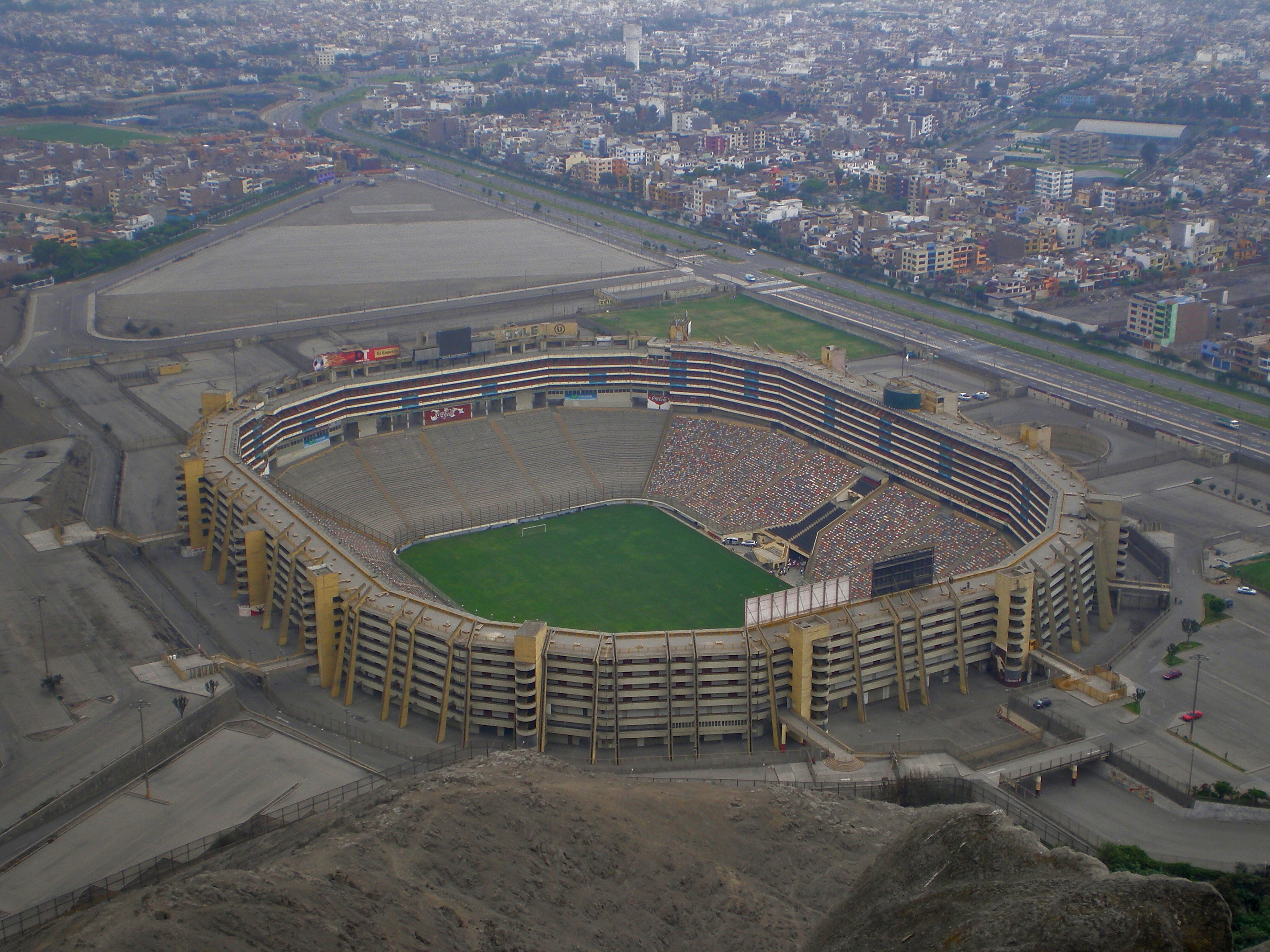
Vista aérea del Estadio Monumental inaugurado en el año 2000.

El 30 de enero de 2000, se disputó la Copa El Gráfico-Perú entre Universitario de Deportes y la Universidad de Chile, el encuentro finalizó con el marcador de 1:0 a favor de los peruanos. El autor del gol fue José Guillermo del Solar. El 2 de julio se inauguró el Estadio Monumental con capacidad para 80 093 espectadores (considerado como uno de los estadios más modernos de Latinoamérica) con una victoria de Universitario por 2:0 frente al Sporting Cristal, en un encuentro válido por el campeonato profesional peruano de ese año.
Este estadio reemplazó al antiguo Estadio Lolo Fernández como sede principal de los encuentros de la «U» en el campeonato nacional; los cremas se coronaron por tercera vez consecutiva campeones del fútbol peruano y totalizaron 100 puntos entre el Torneo Apertura y el Torneo Clausura. El club salió campeón ante Juan Aurich de Chiclayo, goleándolo 5:0. Fue el primer campeonato que obtuvo siendo local en el Estadio Monumental de Lima. Los goles fueron anotados por Piero Alva (2), Eduardo Esidio (2) y Gustavo Grondona.
El brasileño Esidio se consagró como máximo goleador en una temporada de la Primera División del Perú con 37 goles, y segundo máximo goleador a nivel mundial en el año 2000. En el año 2002, el club afrontó una fuerte crisis financiera que originó el retraso en la cancelación del sueldo del plantel, comando técnico y personal administrativo. Se realizó una Asamblea de Socios; sin embargo, pese a que muchos ya deseaban la salida del presidente de la entidad por la crisis económica de la institución, este se mantuvo firme en su puesto. La situación fue complicada tanto en lo futbolístico como en lo económico, hasta el punto en que los futbolistas profesionales decidieron ir a la huelga y la dirigencia decidió recurrir a los juveniles.
A pesar de todo, el equipo, que estaba atravesando por una situación económica muy difícil, logró consagrarse campeón del Torneo Apertura; la escuadra crema se proclamó campeona sin pagarle a sus futbolistas, quienes literalmente jugaron por la camiseta. En el mes de junio, Universitario fue elegido como el club del mes del mundo por la Federación Internacional de Historia y Estadística de Fútbol. La crisis financiera y deportiva que afrontaba la institución generó la moción de un grupo de socios cremas que recolectaron firmas para adelantar las elecciones y de ese modo lograr el nombramiento de un nuevo presidente que sustituyera a Javier Aspauza.
Sin embargo, pocos días después, Aspauza dio una respuesta al anunciar que había conseguido un nuevo patrocinador para el club. Ron Pomalca fue presentado oficialmente para auspiciar las temporadas 2002 y 2003. El dinero recibido cubrió aproximadamente una tercera parte de las deudas del club con su plantel profesional. El 4 de septiembre, debutó en la Copa Sudamericana con una derrota frente a Alianza Lima por un marcador de 1:0. En el Torneo Clausura de ese mismo año, la «U» ocupó el penúltimo lugar, lo cual no le permitió disputar la definición por el título nacional.

#### Torneos irregulares y los ciclos de Sánchez y Nunes (2003-2007)

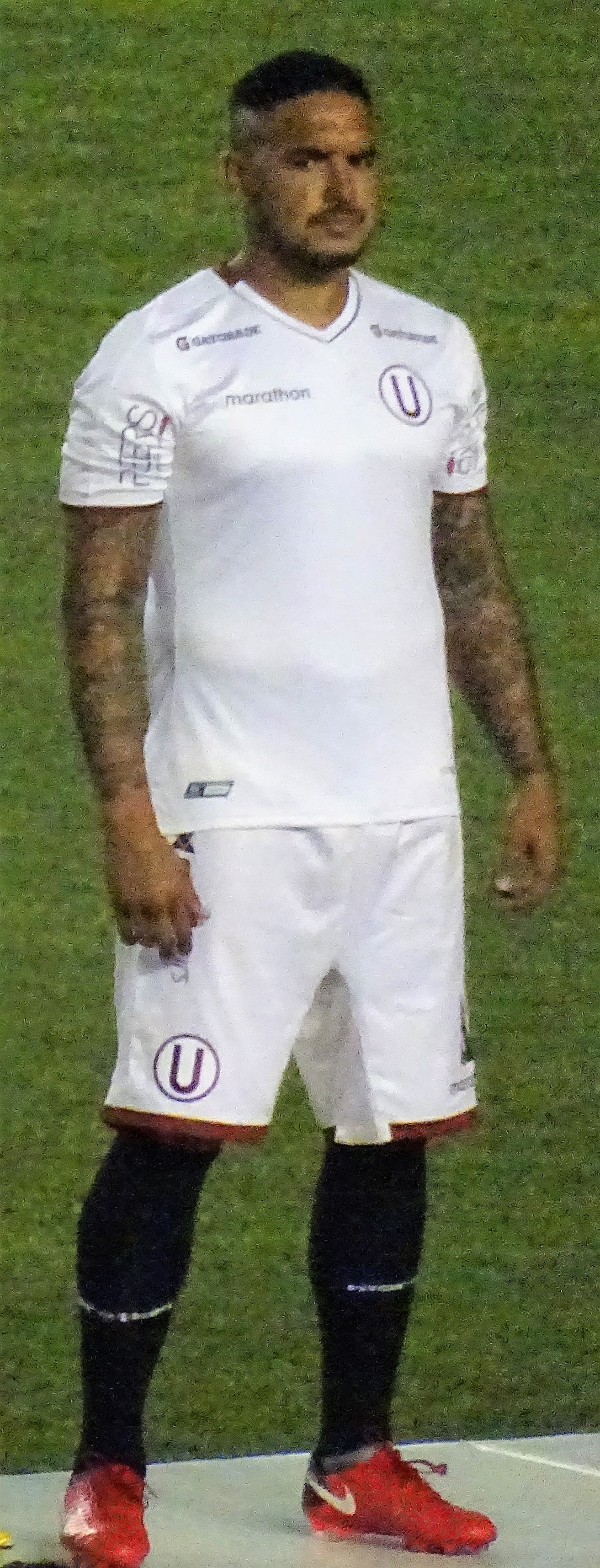
Juan Manuel Vargas, integrante de la plantilla que obtuvo el Torneo Apertura 2002.

Gracias a la obtención del título del Torneo Apertura 2002, Universitario de Deportes clasificó a la Copa Libertadores 2003, donde fue eliminado en la primera ronda con una victoria, cuatro empates y una derrota. En el Campeonato Descentralizado de ese mismo año, finalizó en la novena posición en la tabla acumulada, quedando sin posibilidades de participar en un torneo internacional al año siguiente. El 30 de mayo de 2004, el equipo disputó un encuentro amistoso contra la selección de Pisco, con marcador de 2:0 a favor de los cremas, y en el Campeonato Descentralizado 2004, ocupó la quinta posición.
Ese mismo año se produjo el retiro José Luis Carranza debido a una lesión que no terminaba de sanar dada su avanzada edad y por los problemas que generaba en el interior del plantel, por lo que éste acabó siendo despedido. Unos días después, en una entrevista el Puma Carranza lloró ante las cámaras de televisión, declarando que tuvo que renunciar porque fue obligado a mentir sobre una supuesta lesión. Finalmente, el 11 de octubre de 2004, Carranza se reintegró nuevamente a los entrenamientos de Universitario de Deportes, y el 16 de octubre de 2004, reapareció en el fútbol local, ingresando al campo en reemplazo de Paolo Maldonado, en los últimos minutos del encuentro ante la Universidad César Vallejo de Trujillo.
Su último encuentro como profesional lo disputó el 26 de diciembre de 2004, ante el Deportivo Wanka en el Estadio Monumental, con victoria para los merengues por 5:2, anotando de penal (con el pase del desprecio), uno de los pocos goles que marcó en su carrera. En el año 2005, el club participó por segunda ocasión en la Copa Sudamericana, aunque fue eliminado nuevamente en la primera ronda, esta vez ante el Alianza Atlético de Sullana por un marcador global de 4:1. Del 3 al 10 de febrero de 2005 se disputó la Copa de Verano, resultando campeón del torneo los cremas con dos victorias y un empate. Con la llegada del técnico argentino Juan Amador Sánchez, Universitario participó en la Copa Libertadores 2006, quedando en el último lugar de su grupo con tan solo dos puntos, después de dos empates y cuatro derrotas.
En esa misma temporada el club Sporting Cristal organizó un torneo amistoso con motivo de su 50.º aniversario; en el primer encuentro la «U» se enfrentó a Cerro Porteño de Paraguay, encuentro que finalizó con victoria para lo merengues por 1:0 con gol de Arnaldo Alonso, en el segundo encuentro goleó a Sporting Cristal por 4:0 con goles de José Mendoza, Manuel Barreto, Donny Neyra y Alex Magallanes. Bajo la dirección técnica de Jorge Amado Nunes, el equipo terminó quinto en la tabla general del Campeonato Descentralizado 2006, reuniendo las condiciones necesarias para disputar la Copa Sudamericana 2007. A las pocas fechas de iniciado el Torneo Apertura 2007, Nunes fue cesado por la anterior dirigencia del club debido a los malos resultados y a la oposición que generaba su presencia entre los principales referentes del plantel, asumiendo el cargo de entrenador el colombiano Édgar Ospina.
Sin embargo, después de las elecciones en la entidad, la nueva directiva dirigida por Gino Pinasco decidió a su vez cesar al colombiano y reinstalar a Jorge Amado Nunes en la dirección del equipo, decisión que también supuso la resolución de los contratos de futbolistas como Piero Alva, Luis Guadalupe, Gregorio Bernales entre otros. El 18 de julio, a tres días del inicio del Torneo Clausura 2007, Jorge Amado Nunes fue destituido nuevamente de la conducción por problemas con algunos dirigentes. Julio Gómez asumió la dirección técnica, pero los malos resultados y la eliminación de la Copa Sudamericana en la primera ronda llevó al club a reemplazarlo con el argentino Ricardo Gareca, terminado el campeonato en el cuarto lugar y clasificando a la Copa Sudamericana 2008.

#### El título del Apertura y el retorno de Reynoso (2008-2010)

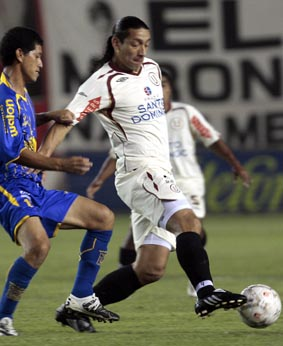
Carlos Galván, una de las figuras de Universitario que contribuyó a la obtención del Torneo Apertura.

En el año 2008, Universitario fue reconocido como el mejor equipo del Perú en la temporada 2007, e inició con los fichajes de futbolistas como Gianfranco Labarthe, Rainer Torres, Óscar Ibáñez, Roberto Jiménez, Julio Landauri, Jorge Araujo y Gregorio Bernales. El 23 de enero, el club recibió una invitación para la reunión del Grupo de Trabajo de la FIFA para los Clubes, realizada en la sede Home of FIFA. donde se discutieron diversos temas entre ellos asuntos relativos a la cesión de jugadores a las selecciones y una mayor participación de los clubes en la toma de decisiones de la FIFA.
El 9 de febrero, se realizó la presentación oficial de la plantilla de la «U», en la tradicional Noche Crema, con un encuentro amistoso ante el Defensor Sporting de Uruguay que finalizó con marcador de 2:2. El conjunto inició el Torneo Apertura con un empate a uno ante la Universidad de San Martín de Porres en el Estadio Monumental. Luego el equipo se trasladó hacia el norte del país, donde disputó dos encuentros, el primero de ellos ante José Gálvez de Chimbote con victoria por 1:0, y el segundo ante Juan Aurich de Chiclayo con empate por 1:1.
El 5 de marzo, por la quinta fecha del Torneo Apertura, sufrió su primera derrota en el campeonato a manos del Cienciano por 4:1, pero unos días después se recuperó logrando una victoria en el clásico moderno ante Sporting Cristal con marcador de 1:0. El 30 de abril, se disputó el superclásico peruano en el Estadio Nacional, el encuentro finalizó 2:1 a favor de los cremas, los goles fueron anotados por Donny Neyra y Roberto Jiménez. Las fechas del campeonato fueron pasando y la «U» se fue afianzando en los primeros lugares del campeonato.
El día miércoles 2 de julio, a falta de tres jornadas para la culminación del torneo, se coronó campeón del Torneo Apertura, en un encuentro ante Cienciano que había sido postergado por la realización de la V Cumbre de Presidentes y Jefes de Estado de América Latina, El Caribe y la Unión Europea en la ciudad de Lima. Transcurridos 28 minutos del primer tiempo el colombiano Héctor Hurtado con un tiro cruzado marcó el primer gol, en el minuto 44 Araujo con un remate de cabeza decretó el 2:0 parcial. El segundo tiempo inició con Cienciano dominando el encuentro, y, al minuto 62, gracias a un gol de Gustavo Vassallo, descontaron en el marcador. Sin embargo, en el minuto 71, a solo unos minutos de su ingreso, Mayer Candelo anotó el 3:1 final con un tiro penal.
De esta forma el equipo dio la vuelta olímpica en el Estadio Monumental después de seis años, ante 60 mil espectadores. La segunda mitad del año fue muy irregular debido a las lesiones y el bajo rendimiento de algunos futbolistas claves del plantel, además de los diversos problemas extra futbolísticos que afrontó el técnico argentino Ricardo Gareca. Universitario solo consiguió ocho victorias en veintiséis encuentros, finalizando en la décima posición en el Torneo Clausura y perdiendo la oportunidad de disputar la final nacional ante la Universidad de San Martín de Porres.
Tras la renuncia de Ricardo Gareca a la dirección técnica, los dirigentes iniciaron la búsqueda de un nuevo entrenador. Entre los candidatos se encontraban Carlos Compagnucci, José Guillermo del Solar, Juan Reynoso y Sergio Markarián. Se llegó a afirmar que el «Chemo» del Solar sería el nuevo entrenador y que José Luis Carranza sería integrante de su comando técnico; sin embargo, ante la imposibilidad de que Del Solar abandonara la selección peruana y a las altas pretensiones económicas de Companugcci y Markarián, la directiva optó por contratar a Juan Reynoso, un exfutbolista del club durante los años 1990 y con una larga trayectoria en el fútbol mexicano.

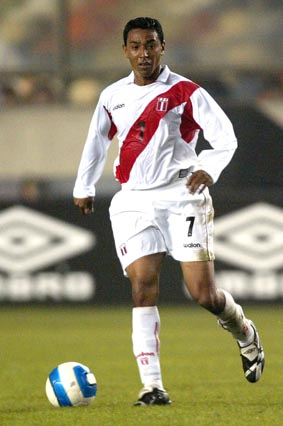
Nolberto Solano el fichaje estrella del año 2009.

Se mantuvo casi la misma base del plantel de la temporada anterior aunque con la salida de algunos futbolistas importantes como Héctor Hurtado, Mayer Candelo, Luis Ramírez y Donny Neyra. Asimismo, arribaron exfutbolistas de Universitario como Carlos Orejuela, John Galliquio, Piero Alva y Francisco Bazán, y también se integraron el mexicano Rodolfo Espinoza, el brasileño Ronaille Calheira y el peruano Nolberto Solano, considerado por los medios de comunicación, tanto nacionales como internacionales, como el fichaje estrella del fútbol peruano.
La Noche Crema se programó para el 28 de enero, con un encuentro amistoso ante el Independiente Santa Fe de Colombia. Sin embargo, debido a un fallo en el sistema eléctrico del Estadio Monumental, solo se disputaron los primeros 18 minutos del encuentro. En el Campeonato Descentralizado Universitario debutó el 15 de febrero con la victoria por 2:1 sobre el Alianza Atlético de Sullana, gracias a un doblete de Solano. En la Copa Libertadores 2009 el equipo integró el grupo 8 junto con Libertad de Paraguay, San Luis de México y San Lorenzo de Argentina.
El debut en la copa se produjo el 11 de febrero ante el Club Libertad en un encuentro que finalizó 2:1 a favor de los paraguayos. En el siguiente encuentro derrotó 1:0 a San Lorenzo y luego obtuvo dos empates ante San Luis por 0:0 y 2:2. El conjunto llegó a la última fecha ocupando el segundo lugar de su grupo con una ventaja de tres puntos sobre el tercer lugar ocupado por San Luis. Empero, Universitario fue derrotado por 2:0 en condición de visitante ante San Lorenzo y el equipo mexicano obtuvo una victoria por el mismo marcador, por lo que los cremas fueron eliminados del torneo por la diferencia de goles.
En el campeonato nacional el equipo concluyó la primera etapa del torneo en la segunda posición de la tabla general con 54 puntos, obteniendo posteriormente el primer lugar en la liguilla B en la cual le tocó participar. Con este resultado la «U» se ganó el derecho a disputar la final del campeonato en dos encuentros denominados play off frente al ganador de la liguilla A, el cual resultó ser su eterno rival Alianza Lima. Disputados los play off, la escuadra estudiantil obtuvo la victoria, primero de visita (0:1) y finalmente de local (1:0), con lo cual se reencontró nuevamente con un título nacional, el vigésimo quinto de su historia, el mismo que le había sido esquivo desde hacía nueve años. El balance del torneo 2009 no pudo ser mejor, pues los cremas obtuvieron el mayor puntaje acumulado, se alzaron con la victoria en los cuatro superclásicos del año, y aseguraron su participación en la Copa Libertadores 2010.

### Años 2010

#### La salvación del descenso y el título de la Copa Libertadores Sub-20 (2010-2011)

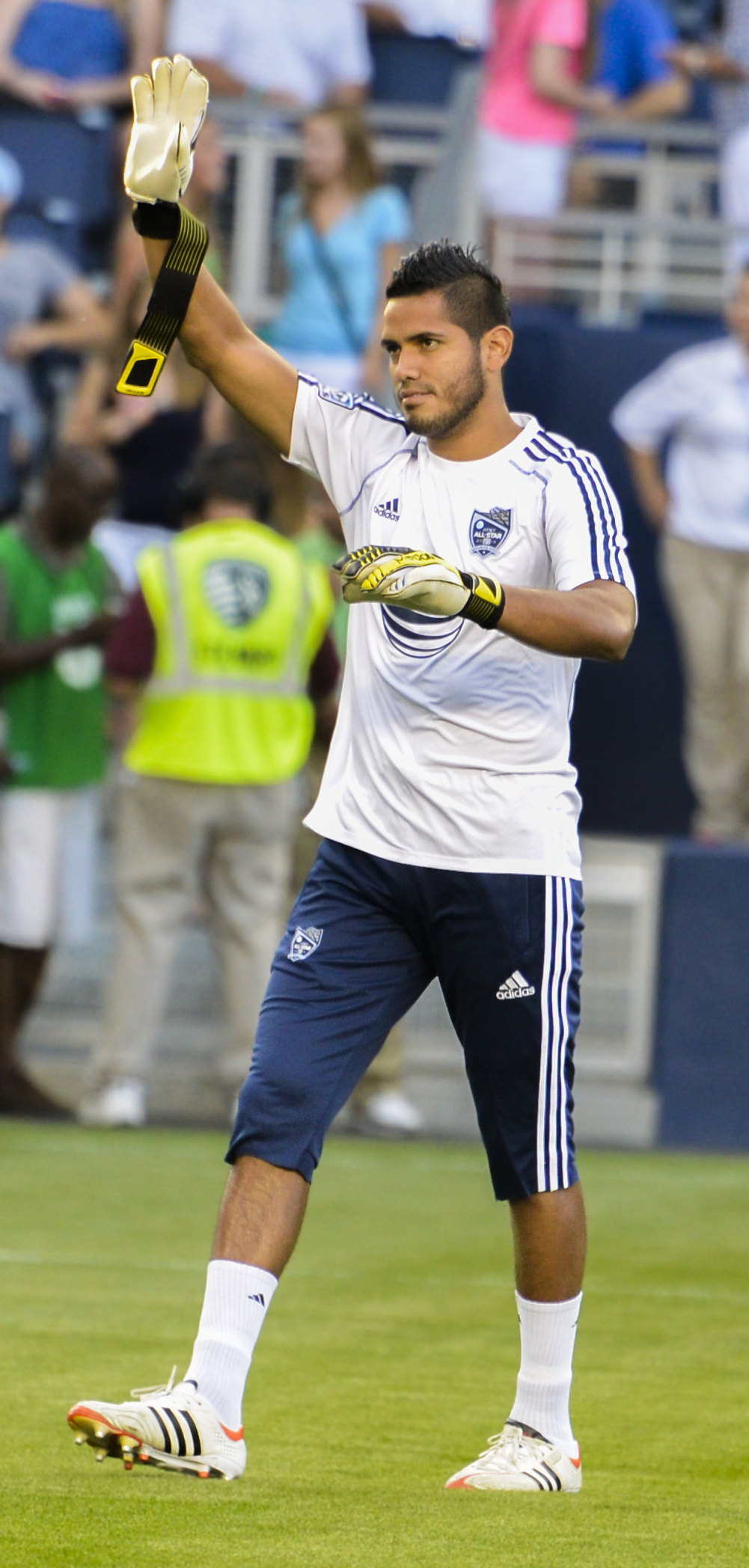
Raúl Fernández guardameta formado en las divisiones menores del club que fue fichado por el Olympique de Niza en 2011.

En el torneo continental formó parte del grupo 4 junto con Blooming de Bolivia, Lanús de Argentina y Libertad de Paraguay. En el primer encuentro obtuvo una victoria en condición de visitante por 2:1 ante el equipo boliviano. Una semana después derrotó por marcador de 2:0 a Lanús y luego empató 0:0 ante el club Libertad, aquel encuentro fue el número 200 en la historia del club en la Copa Libertadores de América. Universitario cerró su participación en la ronda de grupos con tres empates más para sumar un total de diez puntos, siendo junto con los equipos brasileños Internacional y São Paulo las mejores defensas del torneo al recibir tan solo dos goles en contra.
Casualmente São Paulo fue el rival del cuadro merengue en los octavos de final, ambos encuentros finalizaron 0:0 por lo que el ganador se definió mediante el lanzamiento de tiros desde el punto penal resultando victorioso el club paulista por 3:1. La «U» se despidió de la copa de manera invicta al haber conseguido dos victorias y seis empates logro alcanzado por segunda vez en la historia por un club peruano. Entretanto en la liga doméstica el club vivió su peor arranque de temporada en la historia al ser derrotado durante los tres primeros encuentros del campeonato.
Los cremas se recuperaron rápidamente con tres victorias consecutivas y no volvieron a sufrir derrotas hasta la decimosegunda fecha cuando perdieron por 1:0 ante el León de Huánuco en condición de visitante. Nuevamente una serie de problemas dirigenciales y los constantes cambios de técnico no permitieron que el equipo cumpliera una buena campaña. Durante la primera parte del torneo la Cámara de Conciliación y Resolución de Disputas de la Federación Peruana de Fútbol le quitó dos puntos por tener una deuda pendiente con Ricardo Gareca y finalizó en la quinta posición con 51 puntos producto de dieciséis victorias, cinco empates y nueve derrotas.
En la segunda etapa del campeonato la «U» integró la liguilla impar en la cual logró cinco victorias y seis empates para sumar un total de 72 puntos y obtener la clasificación a la Copa Sudamericana 2011. Como es habitual desde hace unos años la temporada se inició con la Copa Crema 2011. Contó con la participación de América de Cali, Arsenal de Sarandí, Sporting Cristal y el equipo local. A pesar de que en el último encuentro entre peruanos y colombianos finalizó con empate 1:1, marcador que beneficiaba a los visitantes por tener una mejor diferencia de goles, ambos técnicos habían acordado que si esto ocurría definirían el campeonato mediante tiros desde el punto penal. Sin embargo los futbolistas del América de Cali no quisieron hacer la definición por penales y ante esta negativa, Miguel Torres recibió el trofeo. El cuadrangular internacional también sirvió para realizar un homenaje a Gustavo Grondona y al Premio Nobel de Literatura 2010 Mario Vargas Llosa, reconocido hincha y socio honorario del club.

«Como la hinchada de la ‘U’ sabe, la ‘U’ es mucho más que un club de fútbol. Es un mito, una leyenda, una tradición, una de las más hermosas historias que ha escrito el deporte peruano. Es un mito que nos ha hecho vibrar a lo largo de los años con sus victorias, que nos ha hecho sufrir con sus derrotas y percances y nos ha hecho renacer en entusiasmo con su garra y pundonor.
Palabras de Mario Vargas Llosa durante su homenaje.

En el Campeonato Descentralizado el equipo no tuvo un buen comienzo y recién en la tercera fecha obtuvo su primera victoria ante la Universidad de San Martín de Porres por 1:0. A partir de ese momento, comenzó a levantar poco a poco su juego y llegó a cerrar su participación en la primera rueda en la parte de alta de la tabla. Durante la segunda fase del torneo nuevamente los problemas económicos hicieron que la Comisión de Justicia de la Federación Peruana de Fútbol le quitara puntos por no presentar las plantillas de los jugadores firmadas. La escuadra estudiantil se salvó del descenso en la penúltima fecha tras empatar 2:2 con la Universidad César Vallejo en el Estadio Nacional del Perú.
A nivel internacional el club mostró una cara distinta y por primera vez en su historia avanzó hasta los cuartos de final de la Copa Sudamericana donde fueron eliminados por el Vasco da Gama de Brasil por marcador global de 5:4. Raúl Ruidíaz fue el goleador del club con cuatro anotaciones. En junio de 2011 se celebró en el Perú la primera edición de la Copa Libertadores Sub-20, que finalmente obtuvo el cuadro merengue  tras derrotar 5:4 en la final a Boca Juniors en tanda de penales.

#### El inicio del proceso concursal y la vigésima sexta estrella (2012-2015)
Debido a las grandes deudas de algunos clubes de fútbol del Perú (entre los cuales se encuentra Universitario), el poder ejecutivo publicó un decreto de urgencia para salvar a dichos equipos. Por tal razón la Superintendencia Nacional de Aduanas y de Administración Tributaria, solicitó al Instituto Nacional de Defensa de la Competencia y de la Protección de la Propiedad Intelectual que inicie el proceso concursal de reestructuración del club. Con esta medida la junta directiva se desintegró e INDECOPI nombró a Rocío Chávez Pimentel representante de Right Business S. A. como administradora temporal del club.
En 2012, y como consecuencia de la política de austeridad implantada por la Administración Temporal, Universitario contó con un plantel corto que no le permitió afrontar satisfactoriamente el torneo, por lo cual llegó a temerse que su permanencia en la categoría se viera comprometida. Por tal razón, al término de la primera ronda se separó a José Guillermo del Solar de la dirección técnica y se designó en su reemplazo a Nolberto Solano, quien obtuvo mejores resultados que su predecesor y al final del torneo el club finalizó en la decimoprimera ubicación de la tabla acumulada.

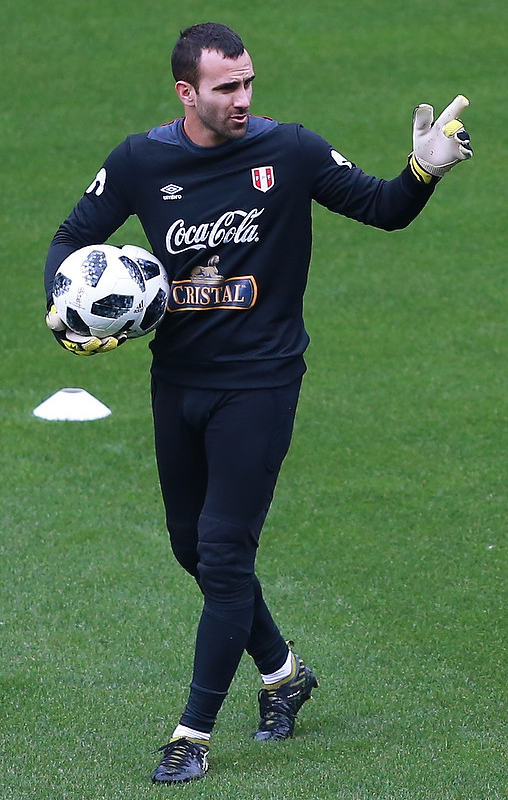
José Carvallo, guardameta titular del club durante la temporada 2013.

Para la temporada 2013, la Administración Temporal mantuvo su política de austeridad y decidió afrontar el torneo con un equipo conformado en su mayor parte por futbolistas jóvenes, muchos de ellos provenientes de las divisiones menores del club. Al término de la primera etapa del torneo la «U» logró ubicarse en el segundo lugar de la tabla de posiciones, lo cual le permitió encabezar la liguilla B, mientras que Real Garcilaso quedó como cabeza de la liguilla A por haber quedado en el primer lugar de la tabla. Luego de disputada esta segunda etapa, ambos equipos culminaron en las primeras posiciones de sus respectivas liguillas, por lo cual tuvieron que enfrentarse para definir al campeón nacional.
En el partido de ida disputado en el Estadio Municipal de Espinar, Garcilaso derrotó a Universitario por 3:2, mientras que en el partido de vuelta disputado en el Estadio Monumental el equipo crema se impuso por 3:0. El tercer y definitorio partido disputado en el Estadio Huancayo culminó empatado 1:1 luego del tiempo regular y suplementario, por lo que la definición se tuvo que dar por tanda de penales, que culminó con un marcador de 5:4 a favor de los merengues, que obtuvieron de esta manera su vigésimo sexto título nacional. En ese mismo año, el club batió récord histórico de taquilla en la historia del fútbol peruano.
Durante el inicio de la campaña 2014 el club tuvo un bajón tanto en el torneo local como en la Copa Libertadores donde tan solo logró un punto, ocasionando la salida del técnico Ángel Comizzo y el regreso de José Guillermo del Solar. En el Torneo Apertura y con nuevas contrataciones como Edison Flores, la «U» tuvo una breve recuperación (incluso goleó en su debut), sin embargo perdió puntos claves de local y en la última fecha fue derrotado por 2:0 ante el Juan Aurich, con el que peleaba palmo a palmo el torneo. Para el Torneo Clausura contrataron al ex-guardameta Óscar Ibáñez como entrenador y debutó con victoria por 0:1 ante Sport Huancayo, tras quince fechas el equipo consiguió seis victorias, seis derrotas y tres empates, quedando séptimo en la tabla de posiciones y sexto en el acumulado, clasificando como Perú 3 a la Copa Sudamericana.
El año 2015 se describiría para Universitario como una epopeya con «final feliz», ya que a inicios de año con Ibáñez y nuevos jugadores que generaron gran expectativa en la hinchada como Carlos Grossmüller y Liber Quiñones, sin embargo no destacaron. Junto a ellos también llegaron Braynner García, Raúl Fernández y cinco juveniles. En el Torneo del Inca de ese mismo año la «U» solo consiguió tres triunfos, por lo que Óscar Ibáñez fue despedido y Carlos Silvestri se hizo cargo del equipo, hasta que se confirmó al colombiano Luis Fernando Suárez como el nuevo estratega crema. El inicio del Apertura fue muy complicado para la «U», sobre todo en las tres primeras fechas donde no consiguió triunfos, recién en la cuarta jornada logró una victoria ante Ayacucho.
Luego volvió otra mala racha que incluyó la derrota en el clásico y la rescisión de contrato de Grossmüller y Quiñones, esta sequía duró siete fechas; tras derrotar a la Universidad de San Martín en el Callao. En la siguiente fecha León de Huánuco goleó a los cremas en Ate, resultado que dejó al club como colero del torneo y a un paso del descenso. Finalmente en la fecha quince salió de la zona baja tras derrotar a Sport Loreto en Pucallpa con gol de Roberto Siucho. En la primera fecha del Clausura, Universitario perdió por 2:3 con Unión Comercio, resultado que originó la salida de Luis Fernando Suárez del club. En su reemplazo llegó Roberto Chale junto a Juan Pajuelo y empezó una racha de resultados positivos junto con Raúl Ruidíaz y sus 12 goles en el torneo, incluso llegando a pelearlo. Universitario clasificó a la Copa Sudamericana 2016 tras derrotar por 2:1 a Sporting Cristal en la última jornada.

#### Torneos nacionales (2016-2019)

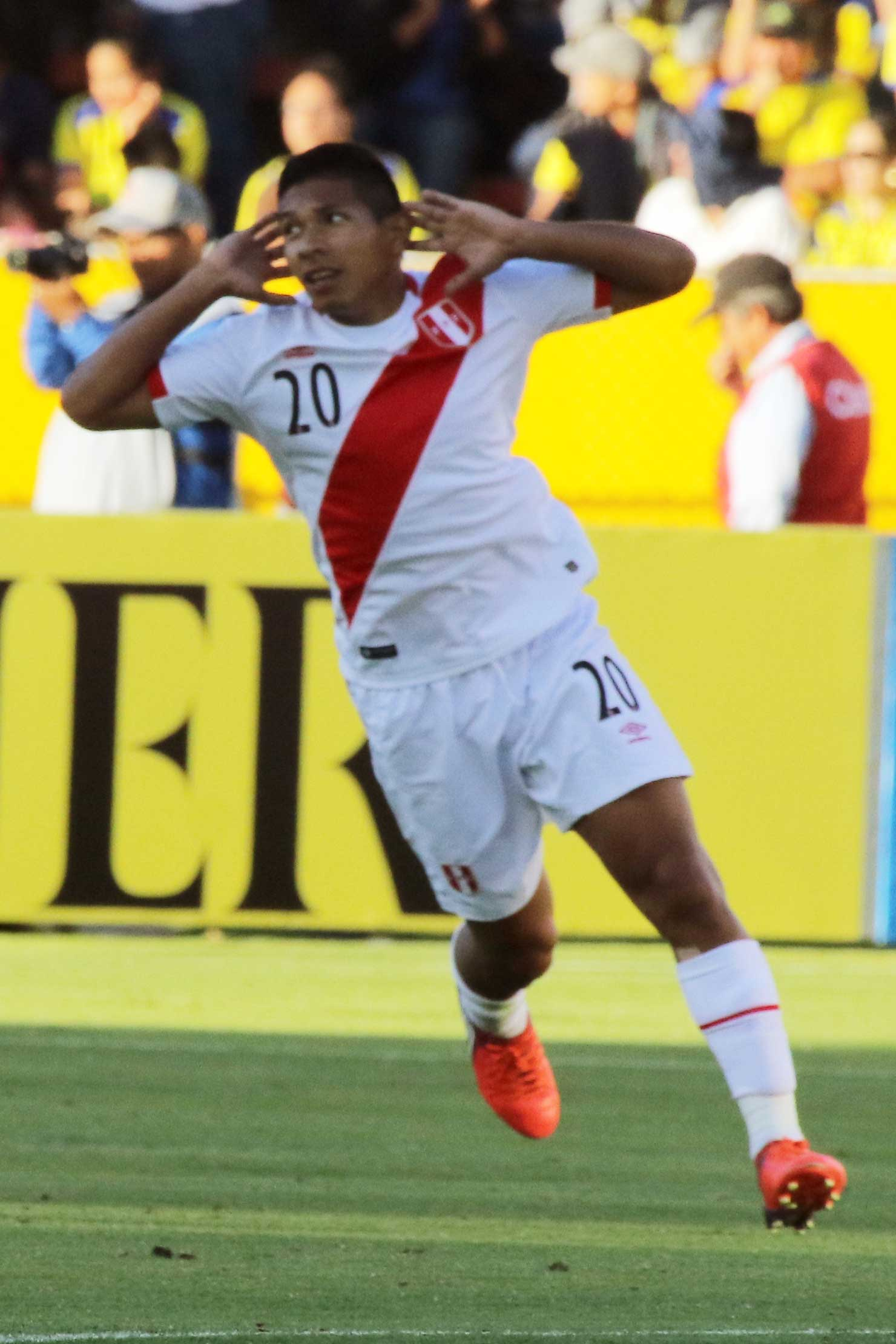
Edison Flores, futbolista que formó parte de la «U» en dos períodos (2011-2012) y (2014-2016).

En el año 2016 la «U» arrancó el Torneo Apertura con un triunfo en Ayacucho por 5:2 con triplete de Diego Guastavino, una de las contrataciones para ese año junto con Diego Manicero, Miguel Trauco, Hernán Rengifo y Adán Balbín, los rpp.pe se llevaron el campeonato venciendo a Sporting Cristal en la fecha 14 y clasificando a la Copa Sudamericana 2017, en el Torneo Clausura tuvo un bajón por la ausencia de jugadores como Raúl Ruidíaz (emigró al fútbol de México), Edison Flores y Juan Diego Gutiérrez (ambos transferidos al fútbol danés), finalizando en el segundo lugar y siendo eliminado de la Copa Sudamericana por Emelec.
Para las liguillas se contrató a Juan Pablo Pino, Josué Estrada, Diego Rodríguez, John Galliquio y se repatrió a Alexi Gómez del fútbol chileno. En la fecha 14 el equipo clasificó para las semifinales del torneo nacional, donde enfrentó a Melgar. En el partido de ida jugado en el Estadio Nacional empezó ganando 1:0 con tanto de Galliquio pero terminó perdiendo 1:2, en el partido de vuelta disputado en Arequipa la «U» ganaba 0:2 con anotaciones de Diego Manicero y Andy Polo, pero en el complemento del partido, por el cansancio de los jugadores, terminó empatando 2:2, por lo cual perdió la llave.
Tras perder tuvo que disputar un partido por el tercer lugar frente a Deportivo Municipal, encuentro que iba empatado por 2:2 con goles de Alexi Gómez y Hernán Rengifo, hasta que en el minuto 92 este último jugador marcó el triunfo (3:2), clasificando así a la Copa Libertadores 2017. La participación del club en este último torneo culminó en la segunda fase luego de desaprovechar una ventaja de dos goles conseguida fuera de casa (3:1) ante el Deportivo Capiatá de Paraguay, cayendo en el cotejo de vuelta en el Estadio Monumental por 3:0.
En el Campeonato Descentralizado 2018, la «U» terminó en el noveno puesto del acumulado con 56 puntos. El club realizó el cambio de zonificación de Campo Mar - U y se inscribió en Registros Públicos en mérito a la Zonificación ZRE (Zona de Reglamentación Especial), que fue aprobada por la Municipalidad de Lima a través de la Ordenanza N° 2133-MML publicada en el Diario Oficial El Peruano el día 7 de diciembre de 2018. Con fechas 8 y 10 de enero de 2019, la Superintendencia Nacional de los Registros Públicos procedió a inscribir, en el Asiento B0001 de las Partidas N° 42248290 y 42248304 del Registro de Predios de Lima, los Parámetros Urbanísticos y Edificatorios de los dos lotes de Campomar, denominados Lote A y Lote B. En lo futbolístico, el equipo principal masculino obtuvo 56 puntos ocupando el cuarto lugar de la tabla acumulada de la Liga 1 2019, luego de ganar 15 partidos, empatar 11 y perder 8. Durante la segunda parte del campeonato estuvo puntero pero decayó en las últimas fechas. 

### Años 2020

#### La suspensión del proceso concursal (2020-2023)
Universitario inició el torneo 2020 bajo la conducción de Gregorio Pérez, obteniendo una victoria en el clásico peruano por 2:0 en el Estadio Monumental el 8 de marzo de 2020. Cinco días más tarde se decretó una cuarentena por la pandemia de COVID-19 y se suspendió el campeonato. Luego se reanudó el torneo pero sin la presencia de público. Ángel Comizzo regresó como director técnico y con él los cremas ganaron la Fase 1 y obtuvo el derecho para disputar los play-off ante Sporting Cristal. La «U» perdió la primera final y empató la segunda, por lo que quedó como subcampeón peruano. La escuadra estudiantil inició la Fase 1 2021 empatando por marcador de 1:1 ante Melgar. En la segunda fecha, jugando con varios juveniles y sin varios de sus jugadores extranjeros, perdió contra Cantolao 3:1. Antes de disputarse la tercera fecha se detectó que más de catorce empleados de la institución dieron positivo para COVID-19, por lo que se suspendió el partido que debió disputar ante la Universidad Técnica de Cajamarca.
En la cuarta fecha obtuvo su primera victoria frente a San Martín. El 23 de mayo, por la última fecha de la fase 1, la «U» empató 0:0 contra Carlos A. Mannucci. En la Copa Libertadores el club perdió sus tres primeros partidos del grupo A ante Palmeiras (campeón de la Copa Libertadores 2020), Defensa y Justicia (campeón de la Copa Sudamericana 2020) e Independiente del Valle (campeón de la Copa Sudamericana 2019). En la segunda ronda empató de local ante Defensa y Justicia. Por la quinta fecha de la fase de grupos, los cremas ganaron de local 3:2 a Independiente del Valle. Empezaron el partido perdiendo, pero lo dieron vuelta con dos goles de Álex Valera y uno de Nelinho Quina. Y en el último partido, con 10 jugadores en cancha, por la expulsión de Alberto Quintero, la «U» perdió 6:0 ante Palmeiras en Brasil, igualando su peor derrota a nivel internacional tras el 6:0 ante Rosario Central de Argentina en 2001.
El 25 de mayo la junta de acreedores de Universitario de Deportes aprobó designar a Luis Sierralta como nuevo administrador, en reemplazo de Sonia Alva, quien venía ejerciendo desde agosto de 2020. El nombramiento de Sierralta, fue la propuesta de Gremco Corp, se concretó con un 56 % de los votos a favor. Un 5 % se pronunció en contra y un 39 % se abstuvo. Por la Copa Bicentenario, el equipo merengue, sin sus jugadores de selección, fue eliminado en los dieciseisavos de final tras ser derrotados por 1:0 por Coopsol, equipo de la segunda división. El 15 de junio se publicó en el Diario Oficial El Peruano la Ley 31279, que regula el proceso concursal de apoyo a la actividad deportiva futbolística en el Perú.
Con esto la Superintendencia Nacional de Aduanas y de Administración Tributaria debió tomar el mando de los clubes involucrados. El 20 de agosto de 20201, la Comisión de Procedimientos Concursales de INDECOPI informó a la institución que decidió suspender provisionalmente el procedimiento concursal del club, así como las convocatorias, realización y ejecución de acuerdos de la Junta de Acreedores, y el ejercicio y facultades de Alta Sierra Asesores y Consultores S. A. C. como administradora, en aplicación de la Ley 31279. Cinco días más tarde la SUNAT designó como administrador provisional al exfutbolista Jean Ferrari. Universitario inicio la Fase 2 2021 con un empate a dos goles frente a Alianza Atlético. Por la séptima fecha Alianza Lima ganó el clásico 2:1 uego del partido el club anunció el fin de la dirección técnica de Ángel Comizzo. En su lugar Juan Pajuelo fue designado entrenador interino del primer equipo. El 1 de septiembre Gregorio Pérez fue anunciado como nuevo director técnico.
Iniciando la temporada 2022, Universitario se reforzó con la llegada del uruguayo Ángel Cayetano y los peruanos Joao Villamarín, Roberto Villamarín y Alfonso Barco. No obstante, el 13 de enero, Gregorio Pérez sufrió un ataque cardíaco que, más tarde, fue confirmado como síndrome coronario. Debido a su delicado estado de salud, Pérez se vio obligado a abandonar el club por segunda vez y su asistente Edgardo Adinolfi fue nombrado técnico interino. Poco después, la «U» recibió una invitación para jugar un partido amistoso ante el Inter de Miami de David Beckham en los Estados Unidos, duelo que finalizó 4:0 a favor de los locales.
En su tradicional Noche Crema, perdió 3ː2 ante el Aucas de Ecuador. Tras estos malos resultados, Adinolfi fue reemplazado por Manuel Barreto como interino para el debut frente a la Academia Deportiva Cantolao por la Liga 1 2022. Con Barreto, Universitario goleó por 3:0 a Cantolao, rompiendo una racha de cinco años sin victorias frente al club del Callao. El 3 de febrero, Jean Ferrari, en conferencia de prensa, anunció al uruguayo Álvaro Gutiérrez como nuevo entrenador para el resto de la temporada, quien debutó con una victoria por 3:0 frente a la Universidad de San Martín. En la segunda fase de la Copa Libertadores 2022, el club fue eliminado por el Barcelona de Ecuador tras caer 2:0 de visita y 1:0 de local. Ante estos resultados, se anunció la posterior contratación de Andy Polo, que regresó al club después de seis años, y Rodrigo Vilca para afrontar el resto de la temporada. Sin embargo, tras haber caído ante Alianza Lima de local por 4:1, se anunció el despido de Gutiérrez tan solo dos meses después de su contratación, dejando un saldo de cuatro triunfos, un empate y seis derrotas.
Jorge Araujo, Coordinador de la Unidad Técnica de Menores, fue nombrado técnico interino y tuvo una actuación decente durante seis partidos (dos triunfos, tres empates y una derrota). Ferrari anunció a Barreto como el nuevo gerente deportivo del club mientras que Araujo regresó al mando del equipo de reservas a la espera de un nuevo entrenador para el equipo de mayores. El 20 de junio, Carlos Compagnucci fue anunciado como el nuevo director técnico, marcando su regreso a la dirección tras diecisiete años. Bajo el mando de Compagnucci, Universitario concluyó el 2022 asegurando su pase a la Copa Sudamericana 2023, clasificando a la fase de grupos tras derrotar a Cienciano del Cusco por 2:0. De igual manera, se anunció la salida de varios jugadores, entre los que se encontraban Alberto Quintero, Rafael Guarderas, Armando Alfageme, Federico Alonso, Nelinho Quina, entre otros. Tras el inicio de la temporada 2023, los cremas debutaron con una goleada por 4:0 a Cantolao, pero sufrieron una seguidilla de malos resultados que acabaron con la renuncia voluntaria de Compagnucci para la llegada de un técnico más experimentado.
El 3 de marzo de 2023, por recomendación de Gregorio Pérez, Jorge Fossati fue anunciado como el nuevo entrenador del cuadro crema, trayendo consigo una nueva camada de jugadores, incluyendo el regreso tanto de Horacio Calcaterra, después de diez años jugando en Sporting Cristal, como de Álex Valera, este último tras un breve paso por Arabia Saudita. De igual manera, Universitario se reforzó con la llegada de extranjeros de jerarquía como Rodrigo Ureña, Matías Di Benedetto, Williams Riveros, Martín Pérez Guedes y Emanuel Herrera, quien fuera el máximo goleador histórico extranjero de la Primera División del Perú, así como también el regreso de Edison Flores al club que lo vio crecer después de siete años. El esquema de juego de Fossati trajo excelentes resultados en el torneo local, priorizando a Piero Quispe como titular y dándole el puesto de capitán a Aldo Corzo.
Por la fase de grupos de la Copa Sudamericana 2023, Universitario debutó con una histórica victoria de 0:1 ante Gimnasia y Esgrima de La Plata, rompiendo una racha de 56 años sin ganar en tierras argentinas, y empató 2:2 de local ante Goias de Brasil, tras ir perdiendo por un 0:2 en contra. Obteniendo resultados favorables como local ante Independiente Santa Fe de Colombia y Gimnasia y Esgrima, Universitario aseguró su clasificación a dieciseisavos de final del torneo internacional, donde fue eliminado por el Corinthians de Brasil en un polémico partido de ida y vuelta. El club volvió a centrarse en el campeonato local, arrasando como local de manera invicta ante todos los clubes, exceptuando a Deportivo Gacilaso que empató 1:1 con los cremas. Estos resultados le permitieron alzarse en la última fecha ante Sport Huancayo como campeón del Torneo Clausura, título que no obtenía desde hace veintitrés años.
En un hecho histórico, Universitario consiguió meterse a la final de la Liga 1 2023 junto a su clásico rival Alianza Lima, que venía de ser el campeón del Torneo Apertura, volviendo a disputarse un superclásico del fútbol peruano en la final tras catorce años. En la ida en un Estadio Monumental lleno, ambas escuadras empataron 1:1 con goles de Álex Valera para los cremas y Gabriel Costa para los blanquiazules en los minutos finales. En el partido de vuelta disputado en el Estadio Alejandro Villanueva, Universitario venció por 0:2 con goles de Edison Flores y Horacio Calcaterra, alzándose después de diez años con el título nacional, dando la vuelta olímpica en el estadio de su máximo rival histórico por tercera vez consecutiva

#### El año del centenario (2024)
Universitario inició la temporada de su centenario como el vigente campeón del torneo peruano. No obstante, debido a los excelentes resultados del año pasado, Jorge Fossati llegó a un acuerdo mutuo con el club y se desvinculó para convertirse en el nuevo entrenador de la selección del Perú tras la salida de Juan Reynoso. Debido a esto, Universitario anunció al argentino Fabián Bustos como el técnico del centenario, así como también la llegada de los extranjeros Diego Dorregaray, Segundo Portocarrero y Sebastián Britos. De igual manera, se reforzó con la llegada de Jairo Concha, Christopher Olivares y el regreso de Christofer Gonzales tras nueve años.

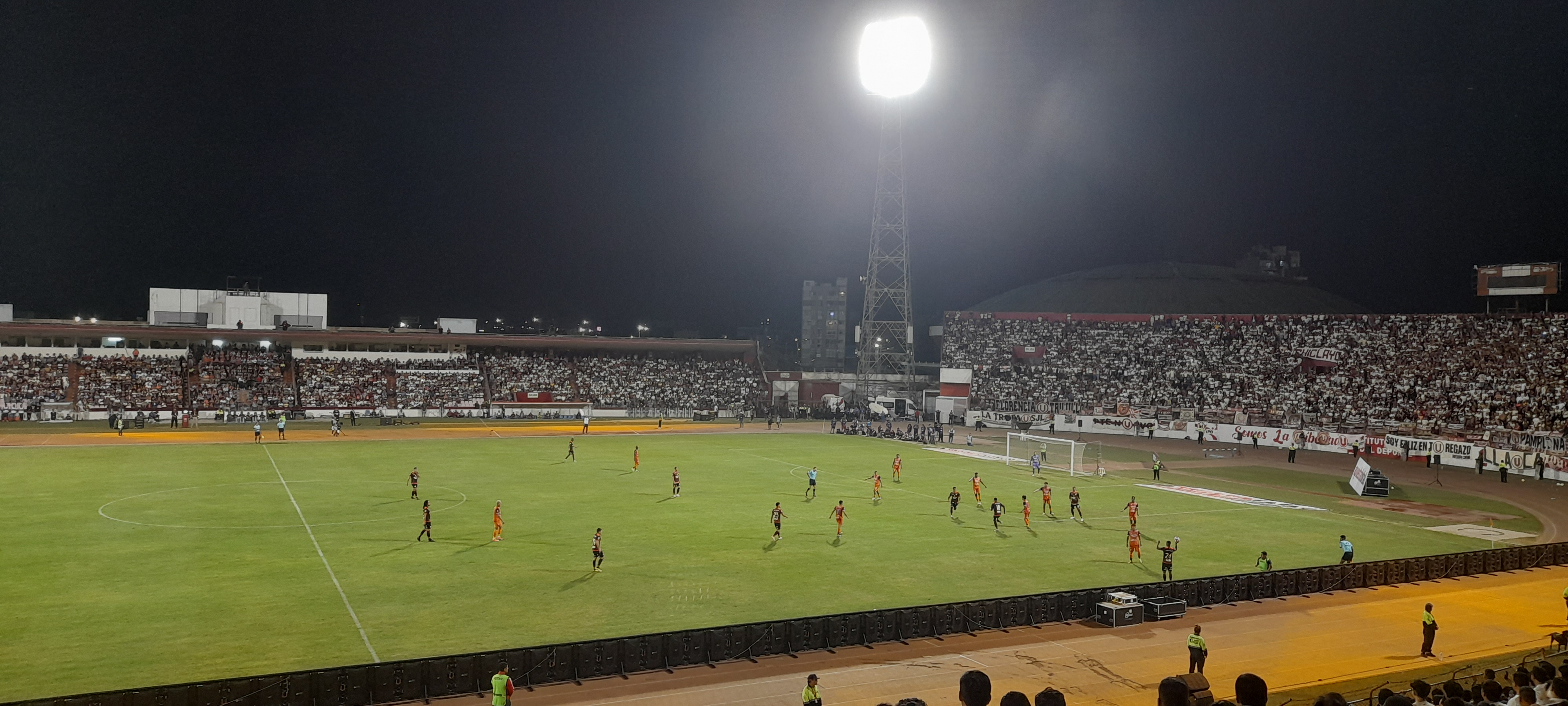
Universitario enfrentado a César Vallejo por la fecha 9 del Torneo Apertura en el Estadio Mansiche.

Los cremas iniciaron el torneo 2024 con una goleada por 4:0 sobre Carlos A. Mannucci y continuaron con un racha de puntaje perfecto hasta la fecha 4 tras vencer de local a Atlético Grau por 1:0 y a Melgar por 2:0 y como visitante a Alianza Lima por 1:0. Desde la fecha 5 a la 10 la «U» consiguió tres empates (todos como visitante), ante UTC, Deportivo Garcilaso y César Vallejo y tres victorias (todas de local) ante Sport Huancayo, Cusco y Alianza Atlético.
Por la fase de grupos de la Copa Libertadores Universitario arrancó con una victoria por 2:1 en Lima ante LDU y un empate ante Junior por 1:1 como visitante, luego sufrió una derrota como visitante ante Botafogo por 3:1, haciendo que luche por un cupo a los octavos de final de la Copa Libertadores o bien un cupo a los play-off de la Copa Sudamericana, aunque empató como local ante Junior por 1:1 y perdió 1:0 ante Botafogo, quedándose sin oportunidad de clasificar a la siguiente fase de la Copa Libertadores, pero aún con chance de clasificar a la Copa Sudamericana, pero después de una derrota ante LDU como visitante por 2:0, los merengues cerraron así su participación en un torneo internacional.
En el torneo doméstico si logró su objetivo, con una seguidilla de buenos resultados, continuando con tres nuevas victorias, aunque llegaría la primera y única derrota del club en el Torneo Apertura siendo ante ADT por 2:0 como visitante. El 25 de mayo de 2024, Universitario se consagró ganador del Apertura tras vencer por 4:0 a Los Chankas e igualar con 40 puntos a Sporting Cristal pero superádolo por diferencia de goles, clasificando a los play off de la Liga 1 y a la Copa Libertadores 2025.